# United Klans of America
United Klans of America Inc. (UKA) war eine der größten Organisationen des Ku Klux Klans in den Vereinigten Staaten. Die Organisation wurde von Robert Shelton geleitet. Die UKA hatte ihren Höhepunkt der Popularität in den späten 1960ern und frühen 1970ern und galt als gewalttätigste Klanorganisation ihrer Zeit. Das Hauptquartier der UKA befand sich außerhalb von Tuscaloosa und trug die Bezeichnung Anglo-Saxon Club. Dem Klan wird die Ermordung des Teenagers Michael Donald, ein Bombenanschlag auf die 16th Street Baptist Church in Birmingham, bei der vier junge Mädchen ums Leben kamen, und der Mord an Viola Gregg Liuzzo (1965) zur Last gelegt. Neben Robert Shelton waren bekannte Mitglieder des Klans Thomas Blanton, Jr., Bobby Frank Cherry, Herman Cash, Robert Chambliss, Bennie Hays, Henry Hays und James Knowles. Robert Shelton starb 2003 im Alter von 73 Jahren in Tuscaloosa, Alabama an einem Herzinfarkt. Viele frühere Mitglieder sind heute in anderen Klangruppen organisiert.

## Geschichte
Während der US-amerikanischen Bürgerrechtsbewegung begannen 1960 im Süden der Vereinigten Staaten Mitglieder des United States Klan und des Ku Klux Klan (KKK) zusammenzuarbeiten, um Veränderungen zu unterdrücken. Im Juli 1961 zog Robert Shelton, Sohn eines KKK-Mitglieds, nach Alabama, nachdem er aus der Air Force entlassen wurde. Er bekam eine Führungsposition im Klan und wurde zum Imperial Wizard erhoben, nachdem er die „Alabama Knights“ mit den dem Invisible Empire, den United Klans und den Knights of the Ku Klux Klan of America vereinigte und der vereinigten Organisation den Namen „United Klans of America Inc.“ gab. Georgia Knights, and Carolina Units.
Bis 1965 wuchs der UKA auf 26.000 bis 33.000 aktive Mitglieder an und wurde dadurch zur größten Klanorganisation der Welt. Die Organisation gab den Newsletter The Fiery Cross heraus, der in Swartz, Louisiana gedruckt wurde. Nachdem die Organisation jedoch durch kriminelle Taten auffiel und Shelton selbst 1969 zu einer einjährigen Haftstrafe wegen Missachtung des Kongresses verurteilt wurde, fielen die Mitgliederzahlen. Anfang der 1970er fielen die Mitgliedszahlen auf zwischen 3500 und 4000, dies führte jedoch nicht zu einem Rückgang der Gewalttaten, die vom Klan begangen wurden. Anfang 1980 gab es nur noch 900 Mitglieder.

## Bombenanschlag auf die 16th Street Baptist Church

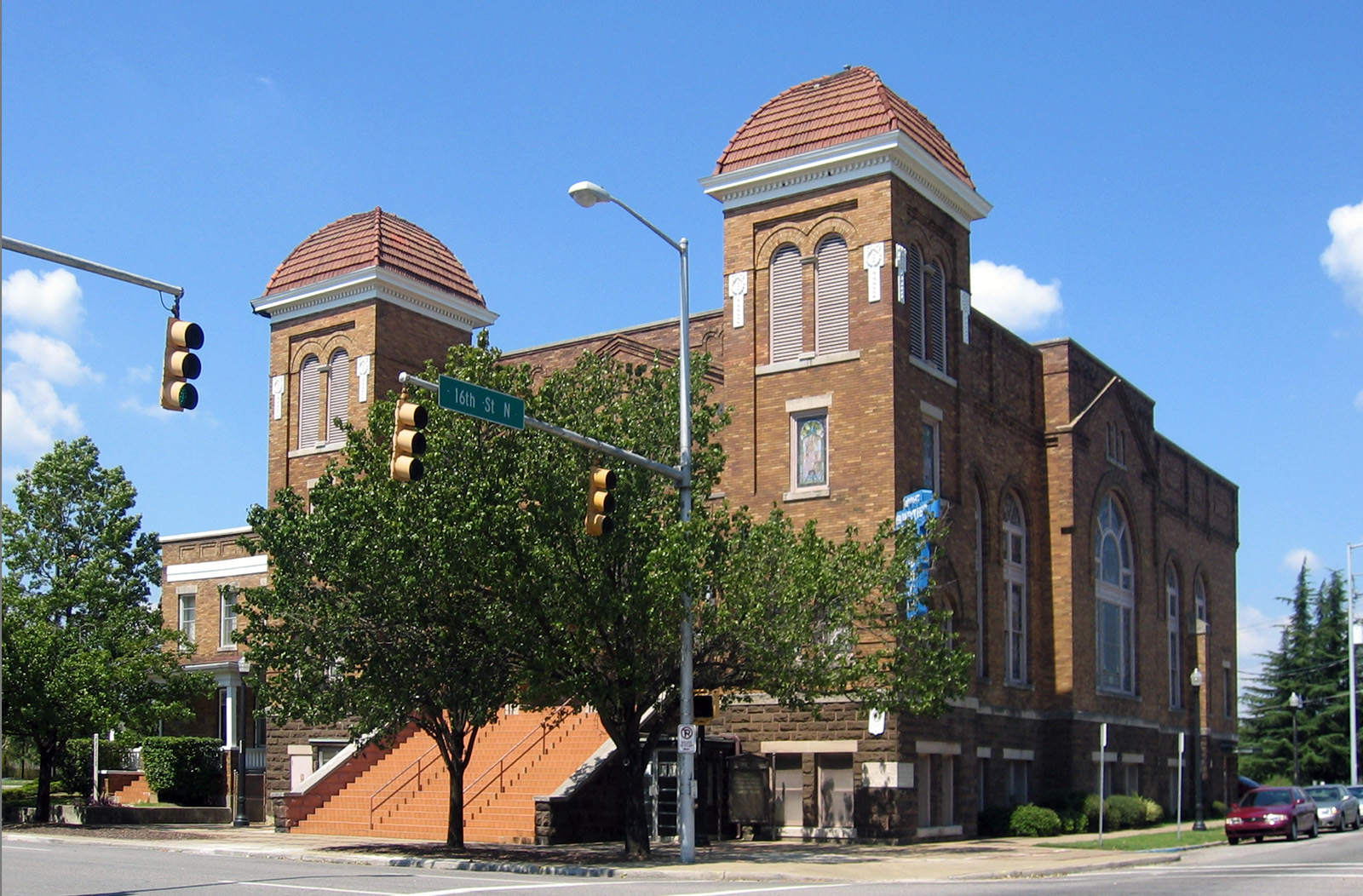
Die 16th Street Baptist Church im Jahr 2005

Die 16th Street Baptist Church in Birmingham, Alabama war ein Ort, wo sich viele Mitglieder der Bürgerrechtsbewegung trafen. An einem Sonntag im September 1963 explodierte eine Bombe in der Kirche und tötete vier junge Mädchen. Die 11 Jahre alte Denise McNair, und die drei 14-jährigen Carole Robertson, Cynthia Wesley und Addie Mae Collins starben durch die Explosion, zwanzig weitere Personen wurden verletzt. Addie Mae Collins Schwester verlor ein Auge durch das Attentat. Zeugen sagten aus, dass ein weißer Mann eine Box unter die Treppe der Kirche versteckte, nachdem er aus einem Chevrolet ausgestiegen sei. Die Polizei nahm Robert Chambliss, ein Mitglied der UKA fest, nachdem er von einem Zeugen identifiziert wurde. Er wurde des Mordes und des illegalen Sprengstoffbesitzes angeklagt. Chambliss wurde jedoch im Oktober des gleichen Jahres vom Vorwurf des Mordes freigesprochen. Er musste lediglich 100 US-Dollar Strafe für den Sprengstoffbesitz bezahlen und verbüßte eine Freiheitsstrafe von sechs Monaten. Er wurde noch einmal vor Gericht gestellt, nachdem Staatsanwalt Bill Baxley herausfand, dass Beweismaterial aus einer FBI-Untersuchung nicht in dem Prozess benutzt wurde. Erst 1977 erfolgte das Urteil wegen des Mordes an den vier Mädchen. Mit 73 Jahren wurde er zu lebenslänglicher Haftstrafe verurteilt. Er verbrachte acht Jahre im Gefängnis, wo er im Alter von 81 Jahren verstarb. Bis zu seinem Tod leugnete er eine Beteiligung an dem Verbrechen. Das Verbrechen wurde erst am 16. Mai 2000 aufgeklärt. Ein Gericht sah es als erwiesen an, dass der Anschlag von den UKA-Mitgliedern Robert Chambliss, Thomas Edwin Blanton, Jr. und Bobby Frank Cherry mit insgesamt 19 Dynamitstangen ausgeführt wurde. 2001 wurde Thomas Blanton, Jr. zu einer lebenslänglichen Haftstrafe verurteilt, 2002 folgte ihm Bobby Frank Cherry.

## Der Mord an Viola Liuzzo
1965 entschloss sich Viola Gregg Liuzzo, 39 Jahre alt, gegen die Rassentrennung im Süden vorzugehen. Sie fuhr nach Alabama und half dort der Southern Christian Leadership Conference (SCLC) Bürgerrechtsdemonstranten von Montgomery nach Selma (Alabama) zu fahren. Am 25. März 1965 fuhr sie den 19 Jahre alten Afroamerikaner Leroy Moton, als Mitglieder der UKA ihren Wagen an einer roten Ampel halten sahen. Sie folgten ihrem Auto, überholten es und schossen. Leroy überlebte die Schüsse und tat so, als wäre er tot, aber Liuzzo wurde tödlich getroffen. Collie Wilkins, William Orville Eaton, Eugene Thomas und Gary Thomas Rowe wurden am nächsten Tag verhaftet. Wilkins, Eaton und Thomas erhielten jeweils 10-jährige Haftstrafen. Rowe wurde als V-Mann des FBIs enttarnt.

## Lynchmord an Michael Donald

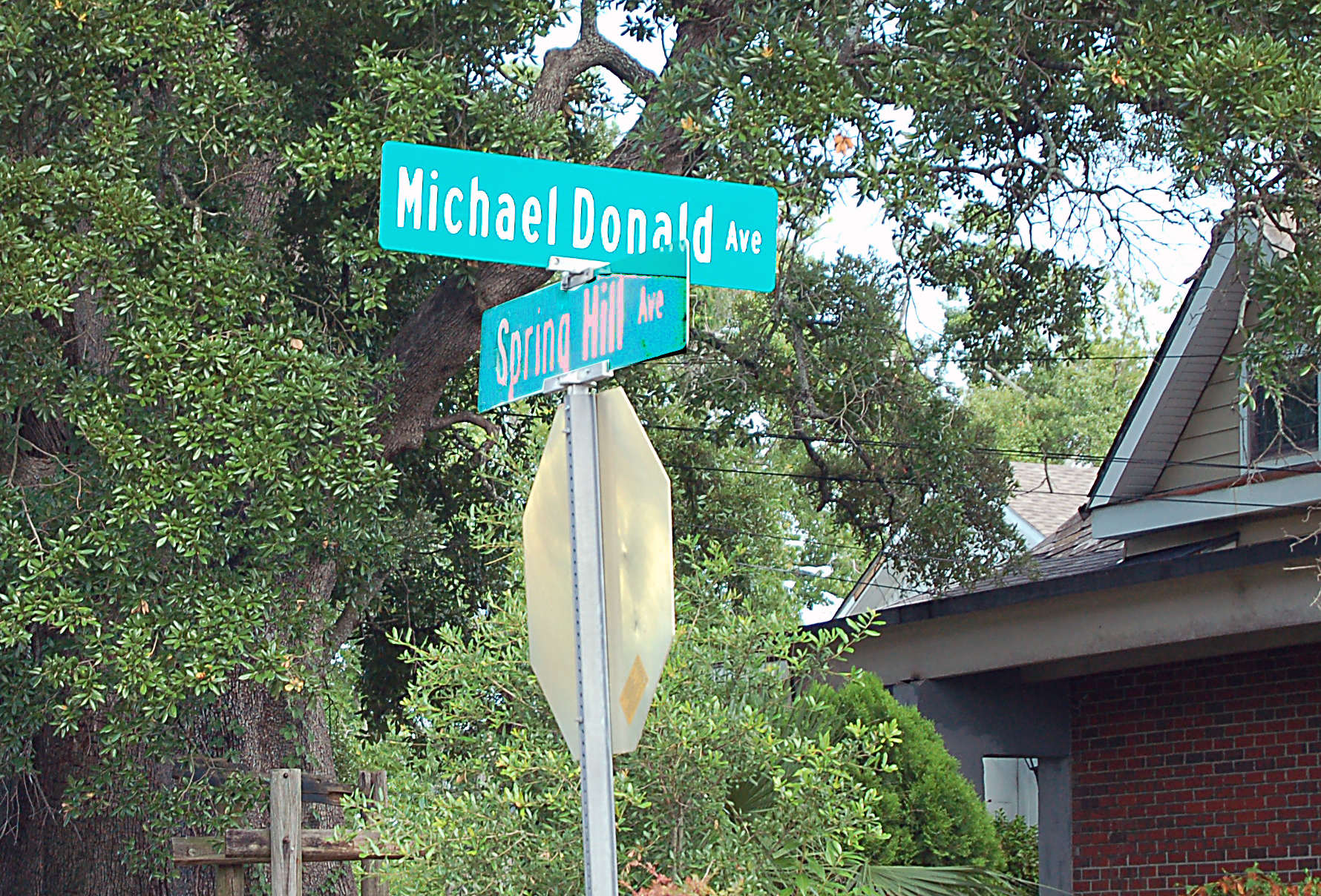
Michael Donald gewidmete Straße in Mobile

Ein Prozess gegen einen Schwarzen in Alabama führte am 21. März 1981 zu einem Lynchmord an dem 19 Jahre alten Michael Donald. Josephus Andersonan in Mobile wurde des Mordes an einem Polizisten beschuldigt, im Prozess aber durch eine Jury freigesprochen. UKA-Mitglied Bennie Hays gab der Jury die Schuld an dem Freispruch, da diese zu einem Großteil aus Afroamerikanern bestand. Daraus leitete Hays für sich das Recht ab, einen Schwarzen zu töten. Am 21. März fuhren er, sein Sohn Henry Hays und James Knowles, einem weiteren Mitglied des Klans, auf der Suche nach einem Schwarzen durch die Straßen. Sie trafen auf Michael Donald und zwangen ihn in das Auto. Anschließend erhängten sie den Mann.
Die Polizei versuchte den Mord dem Drogenmilieu anzuhängen, doch Donalds Mutter Beulah Mae Donald verteidigte ihren Sohn gegen diese Anschuldigungen. Sie sprach auch mit Jesse Jackson, doch es war schließlich Thomas Figures, Staatsanwalt von Mobile, der ihr weiterhalf. Figures informierte das Federal Bureau of Investigation (FBI), das schließlich den Fall übernahm. Kurz darauf gestand Knowles das Verbrechen. 1983 wurde James Knowles, Mitglied der UKAs Klavern 900 von Mobile, für den Mord an Michael Donald verurteilt. Er erhielt eine lebenslängliche Freiheitsstrafe. Während des Prozesses sagte er aus, er und Henry Hays hätten Donald getötet „um die Stärke des Klans in Alabama zu zeigen.“
Auch Hays wurde im selben Jahr angeklagt und – mit Knowles als Hauptbelastungszeugen – für schuldig befunden. Er wurde zum Tode verurteilt und nach langen juristischen Auseinandersetzungen im Juni 1997 hingerichtet. Es war das erste Mal in 80 Jahren, dass in Alabama ein „Weißer“ wegen des Mordes an einem Afroamerikaner hingerichtet wurde.
1987 klagte das Southern Poverty Law Center (SPLC) vor einem Zivilgericht im Namen der Familie des Opfers gegen die United Klans of America als Verantwortliche des Lynchmords. Das Gericht gab dem SPLC recht und verurteilte die UKA zu 7 Millionen Dollar Schadensersatz. Da der Klan diese Summe nicht aufbringen konnte, musste das Hauptquartier des Klans an Donalds Mutter überlassen werden, die das Gelände schließlich verkaufte. Dadurch waren die United Klans of America Inc. finanziell ruiniert und erklärten 1987 ihre offizielle Auflösung.

## Weitere Aktivitäten
Im Frühling 1979 wurden 20 Mitglieder der United Klans of America wegen mehrerer Gewaltverbrechen in Birmingham, Alabama inhaftiert. Sie sollen unter anderem auf Häuser von Mitgliedern der NAACP geschossen haben. Drei Mitglieder erklärten sich für schuldig und zehn weitere wurden für schuldig befunden.
1998 verklagte Bonnie Jouhari Roy E. Frankhouser, den ehemaligen Grand Dragon der UKA in Pennsylvania. Frankhouser soll sie bedroht haben, als sie für das Reading-Berks Human Relations Council gearbeitet hatte. Ihre Arbeit war es, anderen Menschen zu helfen, die diskriminiert wurden. Frankhouser bedrohte sie und ihre Tochter Pilar D. Horton und nach vielen Versuchen, ihn vor Gericht zu stellen, übernahm das SPLC die Anwaltschaft für die Frau. Frankhouser wurde zu Gemeindedienst verurteilt, musste sich öffentlich entschuldigen und ein Anti-Aggressivitätstraining absolvieren.